# Ludolfo de Ratzeburg

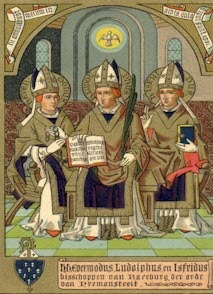
Ludolfo (izquierda) acompañado por Evermodo (centro) y Isfrido (derecha). Catedral de Ratzeburgo.

Ludolfo de Ratzeburgo fue un monje Premonstratense y obispo de Ratzeburgo.

## Biografía
En 1236, Ludolfo fue nombrado para el recién creado obispado de Ratzeburgo. Ludolfo luchó ante el duque Alberto I de Sajonia y fue encarcelado, golpeado y enviado al exilio. Allí, Ludolfo fue acogido por el duque Juan de Mecklemburgo, pero murió poco después en 1250.

## Tradición
La tradición afirma que un soldado, que fue herido por una flecha en su cabeza, invocó la intercesión de San Ludolfo, y fue capaz de quitarse la flecha y sanar.

## Festividad
La festividad se celebra el día 29 de marzo.